# Pieni Olvasjärvi
Pieni Olvasjärvi är en sjö i Finland. Den ligger i kommunen Pudasjärvi i landskapet Norra Österbotten, i den centrala delen av landet, 600 km norr om huvudstaden Helsingfors. Pieni Olvasjärvi ligger 119 meter över havet. Arean är 67,9 hektar och strandlinjen är 3,82 kilometer lång. Sjön  ingår i Kiminge älvs huvudavrinningsområde. 